# Alnö socken
Alnö socken i Medelpad ingår sedan 1971 i Sundsvalls kommun och motsvarar från 2016 Alnö distrikt.
Socknens areal är 73,10 kvadratkilometer allt land, varav huvudön Alnön 64,58. År 2000 fanns här 7 742 invånare. Tätorterna Vi, Hovid Ankarsvik och Gustavsberg samt sockenkyrkorna Alnö gamla kyrka och Alnö nya kyrka ligger i socknen. 

## Administrativ historik
Alnö socken har medeltida ursprung. 
Vid kommunreformen 1862 övergick socknens ansvar för de kyrkliga frågorna till Alnö församling och för de borgerliga frågorna bildades Alnö landskommun. Landskommunen inkorporerades 1965 i Sundsvalls stad som 1971 ombildades till Sundsvalls kommun.
1 januari 2016 inrättades distriktet Alnö, med samma omfattning som församlingen hade 1999/2000. 
Socknen har tillhört fögderier, tingslag och domsagor enligt vad som beskrivs i artikeln Medelpad.  De indelta båtsmännen tillhörde Första Norrlands andradels båtsmanskompani.

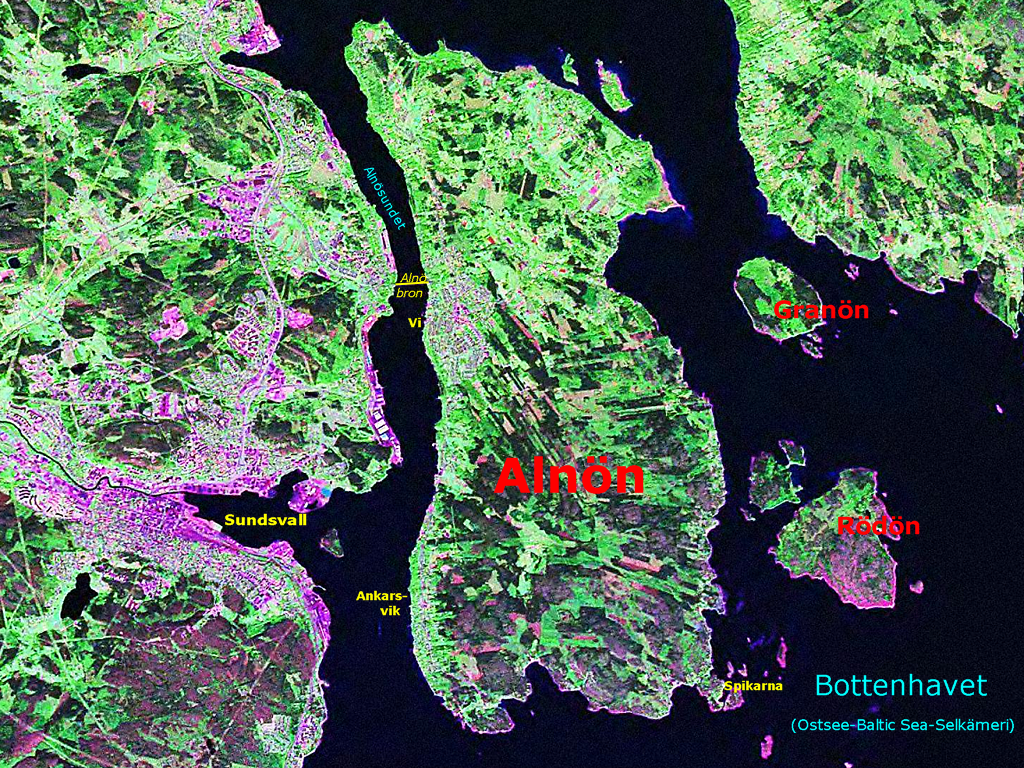
Satellitfoto över Alnön med omnämnd, tagit omkring år 2000 (Landsat).

## Geografi
Alnö socken ligger öster om Sundsvall på ön Alnön och några mindre öar däromkring som Rödön. Socknen består av skogig kusttrakt med branta stränder.

## Fornlämningar
Från bronsåldern har anträffats ett tiotal kuströsen och från järnåldern mindre gravfält och spridda gravhögar samt en storhög vid Röde.

## Namnet
Namnet (1300-talet Alnö) kommer från ön är sannolikt besläktat med ala, 'växa' med betydelsen 'den uppsvällda ön' syftande på de branta stränderna.

## Orter med folkmängd
Vid folkräkningarna 1880-1910 var befolkningen i Alnö socken fördelad på byar, sågverkssamhällen och andra hemorter enligt följande:
| Ort                                    | Typ             | 1880 | 1890 | 1900 | 1910 |
| -------------------------------------- | --------------- | ---- | ---- | ---- | ---- |
| Alvik ångsåg och lastageplats          | sågverk, tätort | 96   | 125  | 152  | 177  |
| Ankarsvik ångsåg och lastageplats      | sågverk, tätort |      | 56   | 170  | 212  |
| Bullås                                 | by              | 4    | 22   | 26   | 4    |
| Båräng                                 | by              | 53   | 60   | 60   | 99   |
| Bänkås                                 |                 | 27   | 23   | 34   | 27   |
| Böhle                                  | by              | 16   | 5    | 34   | 49   |
| Elfva                                  |                 | 135  | 277  | 303  | 374  |
| Eriksdal ångsåg                        | sågverk         | 149  | 267  | 350  | 326  |
| Fröst (med Gustafsbergs sågverk)       | by (sågverk)    | 310  | 230  | 180  | 166  |
| Gista                                  | by              | 140  | 175  | 208  | 218  |
| Gustafsberg ångsåg och lastageplats    | sågverk         |      | 426  | 634  | 488  |
| Gustafshamns ångsåg                    |                 |      |      | 53   | 78   |
| Hartung                                | by              | 74   | 83   | 109  | 83   |
| Hofsudde lastageplats                  |                 | 27   |      |      |      |
| Hofvid                                 | by              | 114  | 126  | 260  | 107  |
| Hofvid ångsåg och lastageplats         |                 |      | 250  | 379  | 391  |
| Hörningsholm ångsåg och lastageplats   | sågverk         |      | 52   | 187  | 148  |
| Jerfvik                                | by              | 114  | 217  | 179  | 198  |
| Johannesvik ångsåg                     |                 | 47   | 73   | 93   | 156  |
| Karlsvik ångsåg och lastageplats       | sågverk         |      | 134  | 275  | 486  |
| Kyrkbohlet                             |                 | 9    | 8    | 14   | 14   |
| Lervik                                 | by              | 45   | 57   | 96   | 63   |
| Myrnäset ångsåg och lastageplats       | sågverk         |      | 41   | 63   | 97   |
| Nacka ångsåg och lastageplats          | sågverk         | 42   | 154  | 188  | 260  |
| Nedergård                              | by              | 46   | 61   | 40   | 29   |
| Nysäter                                | by              | 121  | 110  | 104  | 69   |
| Nyvik ånghyfleri                       | sågverk         | 26   | 148  | 210  | 290  |
| Närsta                                 | by              | 34   | 25   | 58   | 41   |
| Näset                                  | by              | 117  | 174  | 232  | 248  |
| Pottäng                                | by              | 54   | 68   | 60   | 67   |
| Röde                                   | by              | 139  | 146  | 120  | 120  |
| Rödestrand ångsåg / lastageplats       |                 | 102  | 86   | 55   | 9    |
| Rödön                                  | bebyggelse      | 14   | 12   | 14   | 13   |
| Rökland                                | by              | 56   | 131  | 215  | 219  |
| Rökland lastageplats                   |                 |      | 3    |      |      |
| Skrafsätt (med Karlsviks lastageplats) | by              | 60   | 47   | 39   | 14   |
| Släda                                  | by              | 46   | 49   | 53   | 41   |
| Smedsgården                            | by              | 41   | 68   | 81   | 84   |
| Stolpås                                | by              | 37   | 42   | 45   | 46   |
| Stornäset fabrik / sågverk             | sågverk         |      |      | 17   | 73   |
| Strands ångsåg                         | sågverk         | 125  | 374  | 431  | 334  |
| Stömsta                                | by              | 20   | 19   | 22   | 31   |
| Säter                                  | by              | 42   | 61   | 61   | 66   |
| Usland                                 | bebyggelse      | 154  | 189  | 234  | 265  |
| Utviks sågverk                         | sågverk         |      | 38   | 184  | 205  |
| Vränsta                                | by              | 39   | 37   | 14   | 13   |
| Vi                                     | by, tätort      | 130  | 203  | 262  | 319  |
| Wii ångsåg och lastageplats            |                 |      | 46   | 68   |      |
| Ås                                     | by              | 43   | 26   | 27   | 15   |
| Öde                                    | by              | 39   | 111  | 148  | 158  |
| Skrivna i församlingen                 |                 |      |      | 2    | 4    |
| Summa                                  |                 | 2887 | 5135 | 6843 | 6994 |
| Obefintliga                            |                 | 2    | 59   | 7    | 131  |

## Befolkningsutveckling
| Befolkningsutvecklingen i Alnö socken 1750–1990                                                          | Befolkningsutvecklingen i Alnö socken 1750–1990 | Befolkningsutvecklingen i Alnö socken 1750–1990 | Befolkningsutvecklingen i Alnö socken 1750–1990 | Befolkningsutvecklingen i Alnö socken 1750–1990 |
| --- | ----------------------------------------------- | ----------------------------------------------- | ----------------------------------------------- | ----------------------------------------------- |
| |                                                 |                                                 |                                                 |                                                 |
| År |                                                 |                                                 | Folkmängd                                       |                                                 |
| 1750 | 1750                                            |                                                 | 549                                             |                                                 |
| 1760 | 1760                                            |                                                 | 526                                             |                                                 |
| 1769 | 1769                                            |                                                 | 588                                             |                                                 |
| 1810 | 1810                                            |                                                 | 660                                             |                                                 |
| 1820 | 1820                                            |                                                 | 744                                             |                                                 |
| 1830 | 1830                                            |                                                 | 724                                             |                                                 |
| 1840 | 1840                                            |                                                 | 854                                             |                                                 |
| 1850 | 1850                                            |                                                 | 950                                             |                                                 |
| 1860 | 1860                                            |                                                 | 1 106                                           |                                                 |
| 1870 | 1870                                            |                                                 | 1 398                                           |                                                 |
| 1880 | 1880                                            |                                                 | 2 887                                           |                                                 |
| 1890 | 1890                                            |                                                 | 5 135                                           |                                                 |
| 1900 | 1900                                            |                                                 | 6 841                                           |                                                 |
| 1910 | 1910                                            |                                                 | 6 994                                           |                                                 |
| 1920 | 1920                                            |                                                 | 6 260                                           |                                                 |
| 1930 | 1930                                            |                                                 | 6 760                                           |                                                 |
| 1940 | 1940                                            |                                                 | 5 895                                           |                                                 |
| 1950 | 1950                                            |                                                 | 5 266                                           |                                                 |
| 1960 | 1960                                            |                                                 | 4 834                                           |                                                 |
| 1970 | 1970                                            |                                                 | 5 088                                           |                                                 |
| 1980 | 1980                                            |                                                 | 7 409                                           |                                                 |
| 1990 | 1990                                            |                                                 | 7 599                                           |                                                 |
| Anm: Källor: Umeå universitet - Tabellverket 1749-1859, Demografiska databasen, CEDAR, Umeå universitet. |                                                 |                                                 |                                                 |                                                 |